# Saint-Jean-du-Gard
Saint-Jean-du-Gard is een Franse gemeente in het departement Gard. Saint-Jean-du-Gard ligt aan de voet van de Cevennen, niet ver van Alès en van Nîmes. De gemeente telde 2.533 inwoners op 1 januari 2022.

## Geschiedenis
Saint-Jean ontstond in de middeleeuwen langs een handelsroute, de grand chemin tussen Anduze en Gévaudan, en bij een feodaal kasteel en een benedictijner priorij. Deze priorij werd gebouwd in de 12e eeuw. In het dorp kwam er wolnijverheid en vestigden zich leerlooiers en pottenbakkers. Olijven, wijndruiven en kastanjes waren de voornaamste landbouwproducten.
Onder invloed van de broers Barbier ging zowat de volledige bevolking van Saint-Jean in het midden van de 16e eeuw eeuw over naar het protestantisme. Aan het einde van die eeuw woonden er nog maar 17 katholieke huishoudens in Saint-Jean. In 1560 werd het dorp geplunderd door koninklijke troepen en als vergelding vernielden de inwoners van Saint-Jean de gebouwen van de priorij. De protestanten kwamen eerst thuis of onder een boom samen. Tussen 1562 en 1569 bouwden de protestanten een eigen kerk die tot 1.000 gelovigen kon bevatten. In deze kerk werden verschillende synodes gehouden. Daarna werd ook de katholieke kerk, de kerk van de voormalige priorij, afgebroken. Enkele maanden voor het Edict van Fontainebleau (1685) de geloofsvrijheid van de protestanten afschafte, werd de protestantse kerk afgebroken. Daarna gingen de protestanten ondergronds en werd Saint-Jean een belangrijke plaats voor het verzet van de camisards. Het kasteel van Saint-Jean diende als uitvalsbasis van de koninklijke afgevaardigden die werden uitgezonden om de streek te pacificeren. In 1703 beval de overheid om het dorp af te sluiten met een muur om hulp aan de camisards op het omliggende platteland te voorkomen.
Vanaf het midden van de 17e eeuw werden er zijderupsen gekweekt in Saint-Jean. Er kwamen ook ateliers waar zijden stoffen werden gemaakt. Op het hoogtepunt in 1856 telde de gemeente 23 van zulke ateliers. Door een ziekte bij de zijderupsen stortte deze industrietak daarna in. In 1965 sloot het laatste zijde-atelier.
In 1791 kreeg de gemeente de naam Saint-Jean-du-Gard; ervoor werd de naam Saint-Jean-de-Gardonnenque gebezigd. Pas in 1822 kreeg het dorp opnieuw een protestantse kerk. In 1909 werd een treinstation geopend. In 1940 sloot het station voor het reizigersverkeer en in 1960 voor het goederenvervoer.

## Geografie
Saint-Jean-du-Gard ligt in de Cevennen en ligt in de vallei van de Gardon.
De oppervlakte van Saint-Jean-du-Gard bedroeg op 1 januari 2022 41,64 vierkante kilometer; de bevolkingsdichtheid was toen 60,8 inwoners per km².

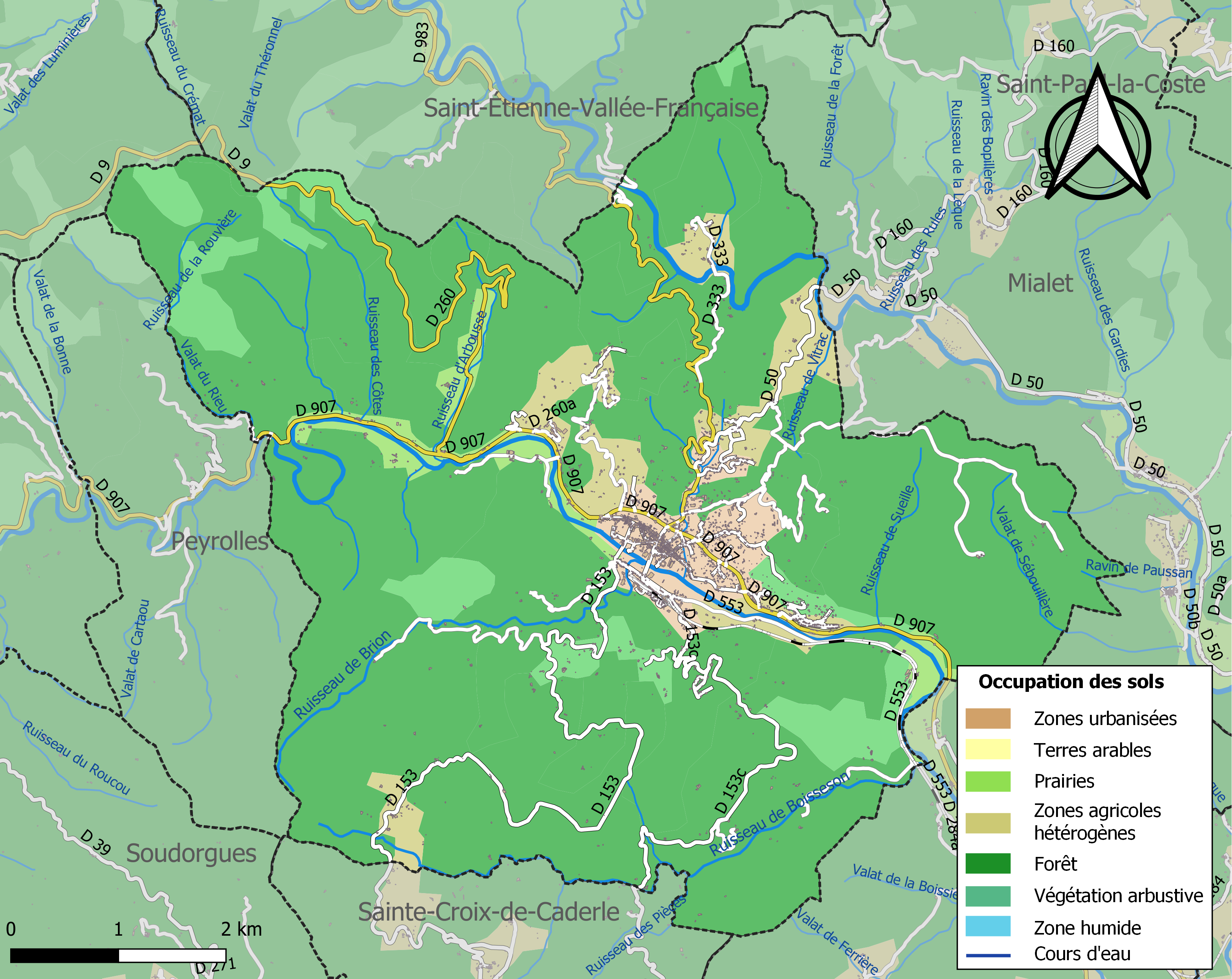
Kaart van de gemeente met belangrijkste infrastructuur, bodemgebruik en omliggende gemeenten

## Demografie
Halfweg de 19e eeuw telde de gemeente ongeveer 4.600 inwoners, waarvan er meer dan 1.200 werkten in de zijde-industrie. Onderstaande figuur toont het verloop van het inwonertal (bron: INSEE-tellingen).

## Bezienswaardigheden
Saint-Jean-du-Gard haalt een groot deel van zijn inkomsten uit het toerisme. Er gaat een stoomtrein van Saint-Jean-du-Gard naar Anduze.
De Tour de l'Horloge is het enige overblijfsel van de voormalige priorij. Het kasteel werd gebouwd in de 16e en 17e eeuw op de plaats van een ouder kasteel. In het laatste zijde-atelier, Maison Rouge dat werd gesloten in 1965, is een museum ondergebracht.

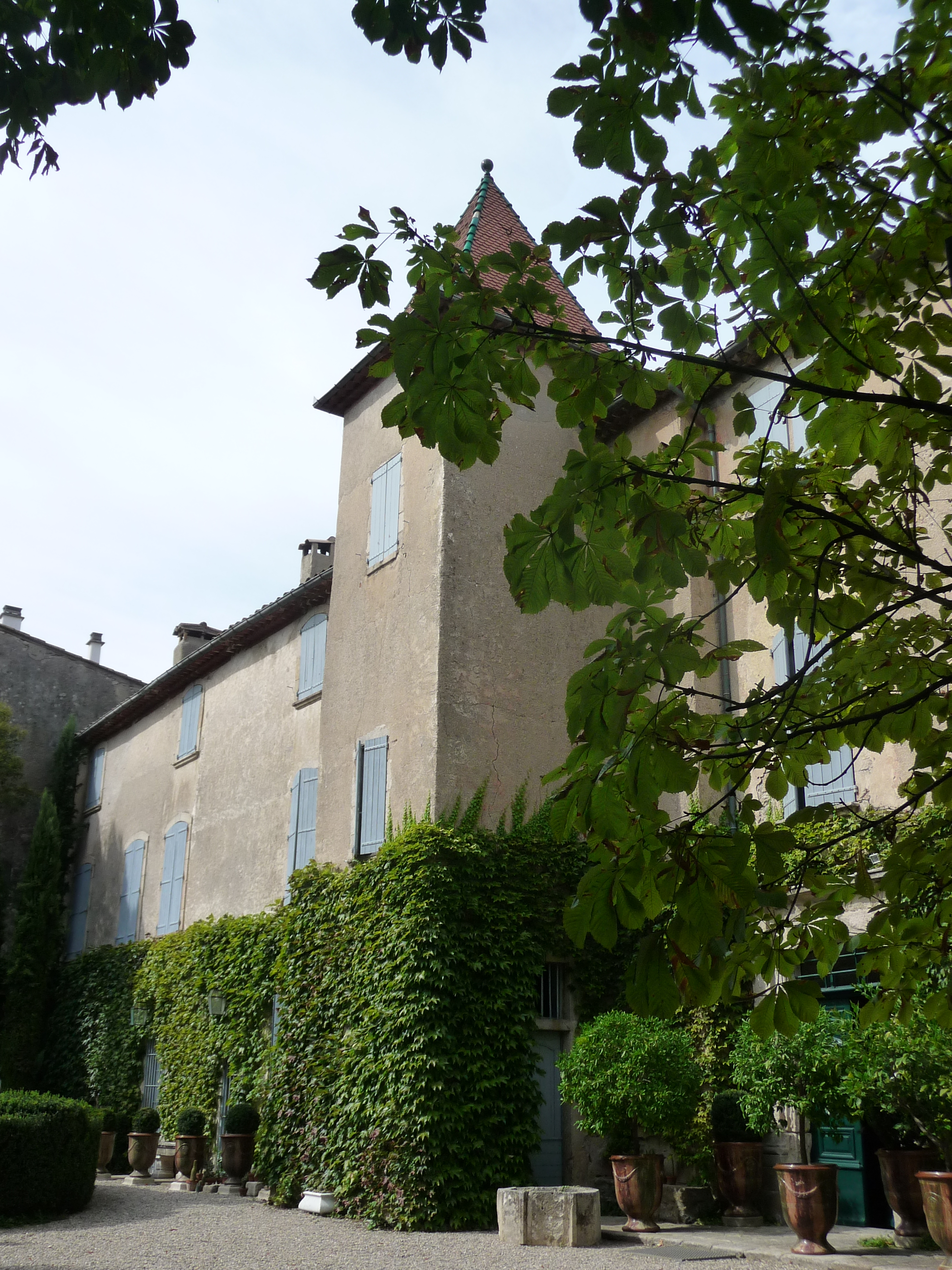
Kasteel
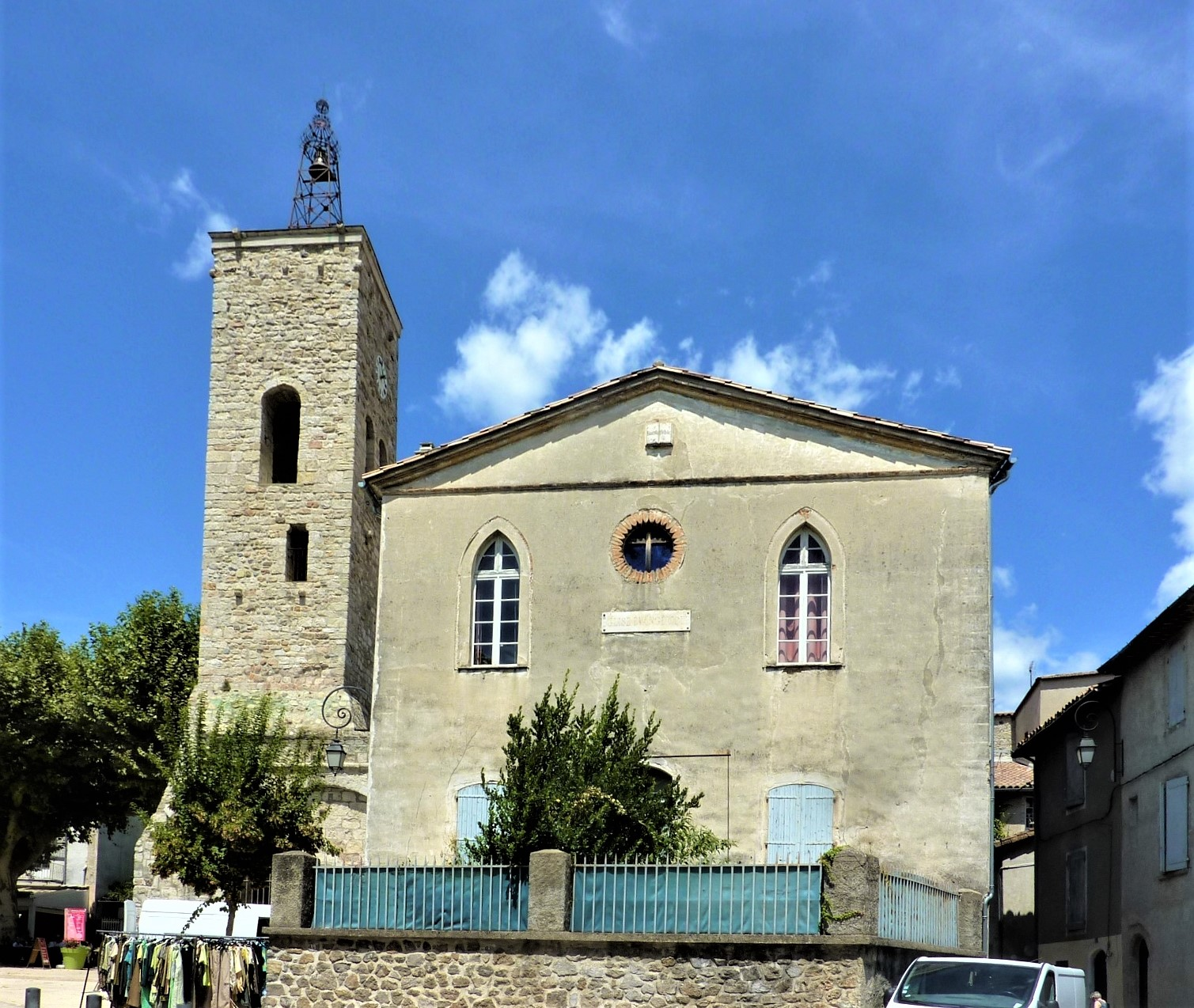
Protestantse kerk geflankeerd door de Tour de l'Horloge
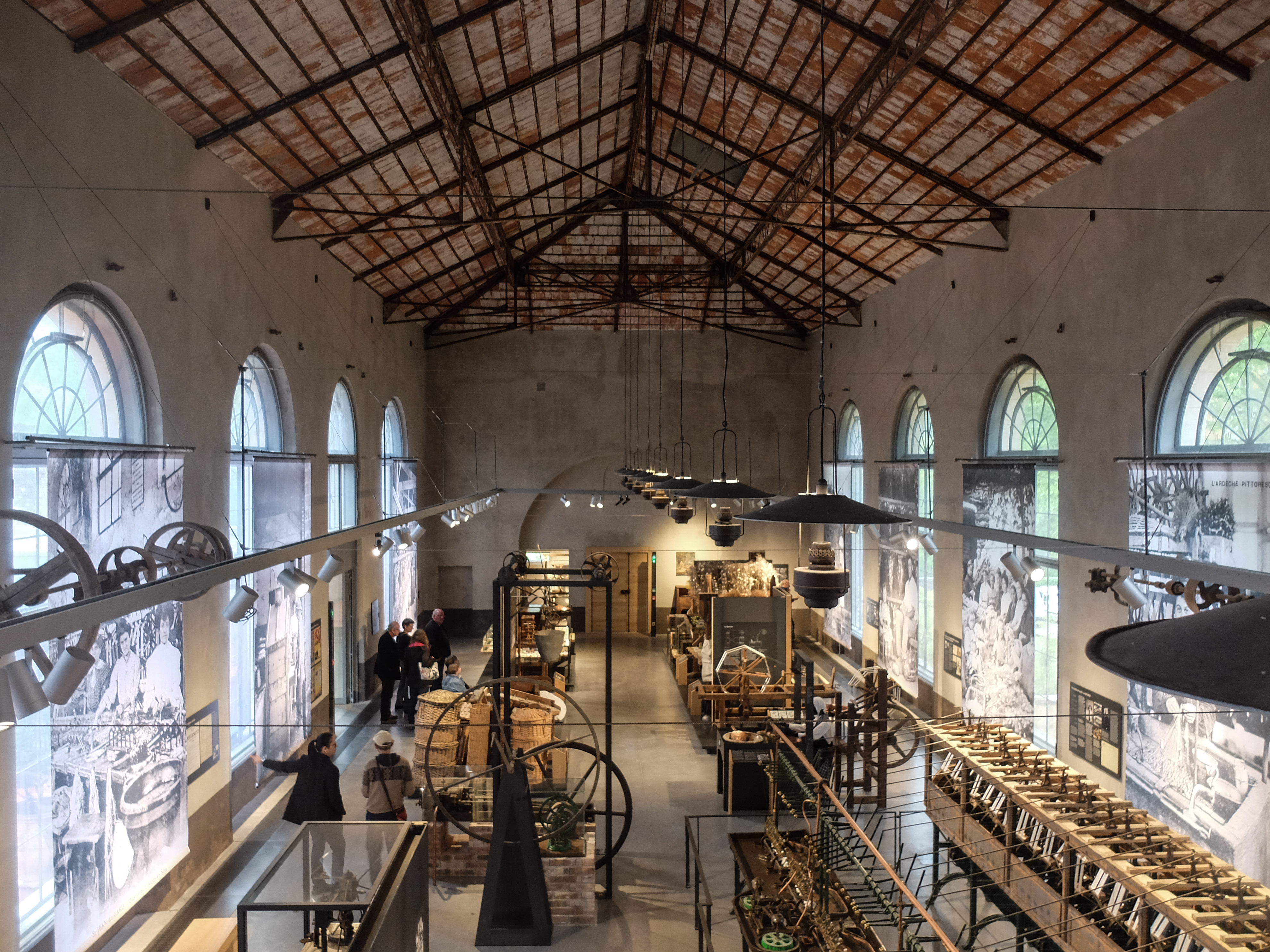
Filature Maison Rouge

## Geboren
- Abraham Mazel (1677-1710), camisard